# Адмирал Макаров (броненосен крайцер)
„Адмирал Макаров“ (на руски: Адмирал Макаров) e броненосен крайцер на руския императорски флот. Построен и проектиран от фирмата „Форже е Шантие де ла Медитеране“ (на френски: Forges et Chantiers de la Méditerranée), Франция, той е първият от серията броненосни крайцери тип „Баян“, който е построен след приключване на Руско-японската война. Той е усъвършенствана версия на главния кораб на проекта – крайцерът „Баян“ (виж също „Палада“ и „Баян“ II). Назован е в чест на руския военен деец Степан Макаров.

## История на службата
Когато отрядът под флага на контраадмирал В. Литвинова („Адмирал Макаров“, „Богатир“, „Цесаревич“ и „Слава“) се намира в Средиземно море, то на 28 декември 1908 година става известно за земетресението в Сицилия. Литвинов веднага насочва корабите си на помощ. Екипажите действат самоотвержено и във висока степен умело, успявайки да спасят множество сицилианци.

## Командири на кораба
- 2 октомври 1906 – 5 октомври 1909 – капитан 1-ви ранг Владимир Фьодорович Пономарьов, впоследствие Генерал-лейтенант на флота (званието съответства на вицеадмирал на флота)
- декември 1908 – 11 май 1909 – капитан 2-ри ранг Казимир (Казимеж) Адолфович Порембски, впоследствие контраадмирал на Руския императорски флот и вицеадмирал на Полския военноморски флот
- 5 октомври 1909 – 1911 – Александр Парфьонович Курош, впоследствие вицеадмирал на флота, комендант на Кронщатската крепост. Арестуван на 16 септември 1918 г. от ВЧК. Води се безследно изчезнал, най-вероятно разстрелян.
- 31 декември 1911 – 1914 – капитан 1-ви ранг Константин Константинович Нехаев
- 20 януари 1914 – май 1914 – капитан 1-ви ранг Дмитрий Павлович Вердеревский
- май 1914 – 18 август 1914 – капитан 1-ви ранг Константин Иванович Степанов
- 18 август 1914 – юли 1915 – капитан 1-ви ранг Павел Михайлович Пален
- 1915 – 1916 – капитан 1-ви ранг Пьотр Петрович Владиславлев
- 1916 април 1917 – капитан 1-ви ранг Николай Дмитриевич Тиртов
- 1 май 1917 – 1918 – капитан 1-ви ранг Александр Николаевич Сполатбог
- 1919 – 1921 – лейтенант Евгений Густавович Юзвикевич
- 1921 – 1922 – Паул Юриевич Орас